# 喜久田町 (郡山市)
喜久田町（きくたまち）は、福島県郡山市の大字である。郵便番号は963-0551。

## 地理
郡山市北部の喜久田地区に属する。北で喜久田町堀之内、喜久田町卸、北東で富久山町八山田、東原、八山田西、南で富田町、南西で片平町、北西で熱海町下伊豆島とそれぞれ隣接する。また喜久田町卸に当地の飛地（字向原、上尾池）が、域内には富田町の飛地（字菖蒲池）が存在する。概ね安積郡富田村のうち1954年に喜久田村へ編入された区域の流れを汲む地域である。一級水系阿武隈川支流逢瀬川右岸中流域北側の平地部を主な範囲とする。全体が平地で占められ水田が広がっていたが、南西部のJR磐越西線以南では宅地化が進み住宅地が広がる。磐越西線以北でも組合施行による喜久田東原土地区画整理事業が行われ、該当地区が2018年に東原一～三丁目として分離新設された。また国道49号沿線では東北自動車道郡山インターチェンジと接続し交通の便に優れることから工場や物流、卸売施設多数立地し、東北道、国道49号の北側に南東北総合卸センターとして卸売団地が設置され、当該区域のほとんどが喜久田町卸として分離新設された。喜久田町堀之内に所在する郡山北警察署喜久田駐在所、および喜久田町卸に所在する郡山消防署喜久田基幹分署がそれぞれ管轄にあたる。

### 主な字
字
- 行人作田
- 平内池
- 松ケ作
- 菖蒲池
- 双又

- 丸山
- 瓜坪屋敷
- 瓜坪
- 瓜坪舘
- 上尾池

- 遠北原
- 前北
- 前北原
- 赤沼向
- 入ノ内

- 寺久保
- 四十坦
- 音路

## 歴史
- 1879年1月27日 - 旧二本松藩領冨田村が福島県内における郡区町村制の施行により安積郡の村となる。
- 1889年4月1日 - 町村制の施行により冨田村の単独村政施行により安積郡富田村が発足する。
- 1954年11月1日 - 富田村の一部が喜久田村に編入され、喜久田村の大字となる。
- 1965年5月1日 - 喜久田村が郡山市、安積郡全町村および田村郡田村町と合併し新たな郡山市が設立され、郡山市の大字となる。

## 世帯数と人口
2024年1月1日現在の世帯数と人口は以下の通りである。
| 大字     | 世帯数    | 人口    |
| -------- | --------- | ------- |
| 喜久田町 | 2,321世帯 | 5,474人 |

## 小・中学校の学区
市立小・中学校に通う場合、学区は以下の通りとなる。
| 番地 | 小学校               | 中学校               |
| --- | -------------------- | -------------------- |
| 赤沼向、入之内、寺久保、四十坦、 上田向、下双又、乙路後、音路、 遠北原の一部、遠北の一部、 前北の一部、前北原の一部 | 郡山市立富田東小学校 | 郡山市立富田中学校   |
| 上記を除く全域 | 郡山市立喜久田小学校 | 郡山市立喜久田中学校 |

## 交通

### 鉄道
JR東日本
- 磐越西線

### 道路
- 東北自動車道
  - 郡山インターチェンジ
- 国道4号あさか野バイパス（東端部をかすめる）
  - 富田跨線橋
- 福島県道55号郡山矢吹線
- 福島県道296号荒井郡山線

## 施設等
- グラントマト 郡山喜久田店
- 福島トヨペット 郡山喜久田店
- 福島スバル自動車 郡山西店
- UDトラックス 郡山カスタマーセンター
- メルセデスベンツ 郡山（ヤナセ東北 郡山支店
- アウディ 郡山
- ポルシェセンター郡山
- ハーレーダビットソン 郡山
- ALSOK福島 本社
- 郡山トラックターミナル
  - ヨコハマタイヤジャパン 郡山営業所
- 南東北福山通運 郡山支店
- 山崎製パン仙台工場 郡山営業所
- 東北アルフレッサ 郡山物流センター
- 東日本高速道路株式会社東北支社 郡山管理事務所
- 百合ヶ丘公園
- 豊受神社